# Wörterbuch der Münzkunde
Das Wörterbuch der Münzkunde ist ein erstmals 1930 von dem Numismatiker Friedrich von Schrötter herausgegebenes Nachschlagewerk zur Numismatik.
Das 1931 von Willy Schwabacher rezensierte Werk erschien 1970 in 2., unveränderter Auflage, im Jahr 2012 als Neudruck und im Jahr 2020 abermals als Neudruck sowie als Online-Ressource im Verlag Walter de Gruyter.

## Ausgabe 2020
- Friedrich v. Schrötter, N. Bauer et al. (Hrsg.): Wörterbuch der Münzkunde. Onlineressource. Reprint der 2. Auflage. de Gruyter, Berlin; Boston 2020, ISBN 978-3-11-234064-6.
- Friedrich v. Schrötter, N. Bauer et al. (Hrsg.): Wörterbuch der Münzkunde. Printausgabe. Reprint der 2. Auflage. de Gruyter, Berlin; Boston 2020, ISBN 978-3-11-234063-9.